# Florenci (prefecte del pretori)
Florenci (en llatí Florentius) va ser prefecte del pretori de les Gàl·lies durant el regnat de Constanci II. La falta d'escrúpols de la seva administració financera va indignar a Julià que quan va ser nomenat cèsar no va ratificar les seves ordenances.
Quan es va ordenar l'expedició a l'est, Florenci va romandre a Viena del Delfinat al·legant estar molt ocupat i quan va rebre notícies del motí de les tropes i de què Julià havia estat proclamat august es va presentar a la cort de Constanci II per tal de mostrar la seva fidelitat i al mateix temps acusar Julià.
En recompensa va ser nomenat cònsol romà l'any 361 i prefecte pretorià d'Il·líria (Illyricum) al lloc d'Anatol, que havia mort feia poc. A la mort de Constanci va deixar el càrrec i va fugir de la ira del nou emperador junt amb el seu col·lega Taure. Es va amagar durant tot el regnat de Julià, però va ser jutjat i condemnat en absència. Julià va refusar generosament ser informat del lloc on s'amagava.